# Charlotte Stokely
Charlotte Stokely (Salt Lake City, Utah; 8 de agosto de 1986) es una actriz pornográfica estadounidense.

## Primeros años
Stokely se graduó de la escuela secundaria Deerfield Beach High School.

## Carrera
Empezó a actuar en películas de contenido pornográfico después de que su compañera de cuarto (que era estríper) participara en una audición para una película pornográfica; el productor le pidió a Stokely aparecer ante las cámaras. Su primer trabajo fue principalmente para productoras de internet localizadas en Florida, avanzando progresivamente hasta protagonizar películas pornográficas.

La industria del porno siempre me atrajo. Desde que era una niña fui muy abierta con mi sexualidad.

Stokely se hizo popular por las numerosas escenas en las que se desempeñó dentro del género altporn. En 2006 apareció en la película Skater Girl Fever de Dave Naz, que ayudó a catapultar su carrera.
En 2008, apareció como modelo de American Apparel.
Ha declarado ser heterosexual.
Aunque en sus últimos vídeos la mayoría son de sexualidad Lésbica.
El año 2009 apareció (junto a Justine Joli, Charmane Star, Erika Vution, y Stacey Adams) en una parodia del movimiento blaxploitation llamada Black Dynamite. El director eligió a Stokely debido a su aspecto retro.

## Premios
- 2007: Nominación − Premio AVN a la Mejor actriz revelación.